# Хайнрих Фолрад фон Щолберг-Вернигероде
Хайнрих Фолрад цу Щолберг-Вернигероде (на немски: Heinrich Volrad zu Stolberg-Wernigerode; * 13 юли 1590 във Вернигероде; † 4 октомври 1641 във Франкфурт) е граф на Щолберг-Вернигероде-в Ортенберг.
Той е най-възрастният син на граф Лудвиг Георг фон Щолберг-Ортенберг (1562 – 1618) и първата му съпруга Сара фон Мансфелд (1563 – 1591).
Той умира във Франкфурт на 4 октомври 1641 г. и е погребан там.

## Фамилия
Хайнрих Фолрад се жени на 6 юни 1619 г. в Шраплау за графиня Катарина фон Мансфелд (* 10 юни 1595; † 6 юни 1620 в Ортенберг), дъщеря на граф Йобст фон Мансфелд-Айзлебен (1558 – 1619) и Анна фон Кьониц. Тя умира при раждането на един син (1620 – ок. 1626).
Хайнрих Фолрад се жени втори път на 26 март 1623 г. в Лаубах за графиня Маргарета фон Золмс-Лаубах (* 16 октомври 1604; † 6 ноември 1648), дъщеря на граф Алберт Ото I фон Золмс-Лаубах (1576 – 1610) и принцеса Анна фон Хесен-Дармщат (1583 – 1631), дъщеря на ландграф Георг I фон Хесен-Дармщат. Те имат децата:
- Анна Елизабет (1624 – 1668), омъжена 1649 г. в Кведлинбург за граф Хайнрих Ернст цу Щолберг-Вернигероде (1593 – 1672), син на граф Кристоф II фон Щолберг (1567 – 1638)
- Хенрика (1627 – 1635)
- София Урсула Елеонора (1628 – 1675), омъжена 1655 г. за княз Лебрехт фон Анхалт-Кьотен (1622 – 1669)
- Сибила (* 1632, умира млада)
- Густавина Мария (1633 – 1637)